# ¿En dónde diablos está Osama?
¿En dónde diablos está Osama? (título original en inglés: Where in the World Is Osama bin Laden?) es un documental de 2008 creada por Adam Dell y coescrita, producida, dirigida y protagonizada por Morgan Spurlock.
El título de la película es un juego de palabras a partir del título del programa de televisión ¿Dónde en el mundo está Carmen Sandiego?.
En 2017, la CIA reveló que el propio Osama bin Laden tenía una copia de la película albergada en discos duros recuperados en su escondite en Abbottabad, Pakistán. 

## Sinopsis
Después de algunas animaciones cómicas que involucran al entonces líder de Al-Qaeda, Osama bin Laden, la película muestra al propio Spurlock visitando varios países asociados o afectados por bin Laden. La película contiene breves entrevistas sobre bin Laden, el fundamentalismo islámico, Estados Unidos y la guerra contra el terrorismo iniciada en 2001 tras el atentado a los Torres Gemelas. Como parte de la trama de la película, Spurlock supuestamente busca a Bin Laden, e incluso pregunta aleatoriamente dónde está a la gente en la calle.
La secuencia está intercalada con imágenes de la entonces esposa de Spurlock, Alex Jamieson, en las últimas semanas de su embarazo. Gran parte de los comentarios de Spurlock en este punto son sobre sus preocupaciones de ser padre.
Spurlock visita Marruecos, Egipto, Arabia Saudita, Jordania, Israel, Afganistán y Pakistán. En Afganistán, custodiado por unos 21 soldados del ejército afgano, visita las cuevas de Tora Bora. En la cinta también se muestra a un funcionario del gobierno local que quiere convertir las cuevas en un parque de atracciones.
Asimismo, Spurlock aparece en una patrulla del ejército estadounidense como periodista adscrito y dudando en entrar en la zona de Pakistán cercana a la frontera afgana donde se encuentra bin Laden en ese momento, la cual está cerrada a los extranjeros. Finalmente decide no ir allí, argumentando que no vale la pena correr el riesgo. Concluye que la gente de los países que visitó es gente común y corriente como él y la audiencia.
Al finalizar, Spurlock cree que bin Laden probablemente está encondido en tierras tribales cercanas a Peshawar, Pakistán. Tres años más tarde, Bin Laden fue encontrado a 200 kilómetros de distancia en Abbottabad.

## Recepción
¿Dónde diablos está Osama? recibió una recepción mixta por parte de la crítica especializada. En Rotten Tomatoes, la película tiene un puntaje de aprobación del 38% según 108 reseñas, con una calificación promedio de 4,90/10. En Metacritic, la película tiene una puntuación de 45 sobre 100 basada en 28 críticas, lo que indica "críticas mixtas o dentro del promedio". 